# Alexandre-François Desportes
Alexandre-François Desportes (1661-1743) fou un artista francès, el qual pintà gossos, escenes de caça i emblemes cinegètics.
Fou enviat pel seu pare a París a l'edat de dotze anys i començà a estudiar a partir del 1674 amb el pintor flamenc especialitzat en animals Nicasius Bernaerts, el qual havia estat alumne de Frans Snyders. Al començament de la seua trajectòria realitzà nombrosos retrats, sobretot entre el 1695 i el 1696, a la cort de Joan III de Polònia (1629-1696). En tornar a França, però, començà a pintar quadres de temes cinegètics i obtingué el mecenatge de Lluís XIV (1638-1715) i de Lluís XV (1710-1774). Assolí una fama considerable (fou ben rebut en el decurs d'una estada de sis mesos a Anglaterra el 1712-1713) i en el seu àmbit només hagué de rivalitzar amb Jean-Baptiste Oudry. El 1735 va començar a treballar en una sèrie de cartrons per a tapissos dels Gobelins inspirant-se en plantes i animals de les Índies Occidentals.

## Galeria

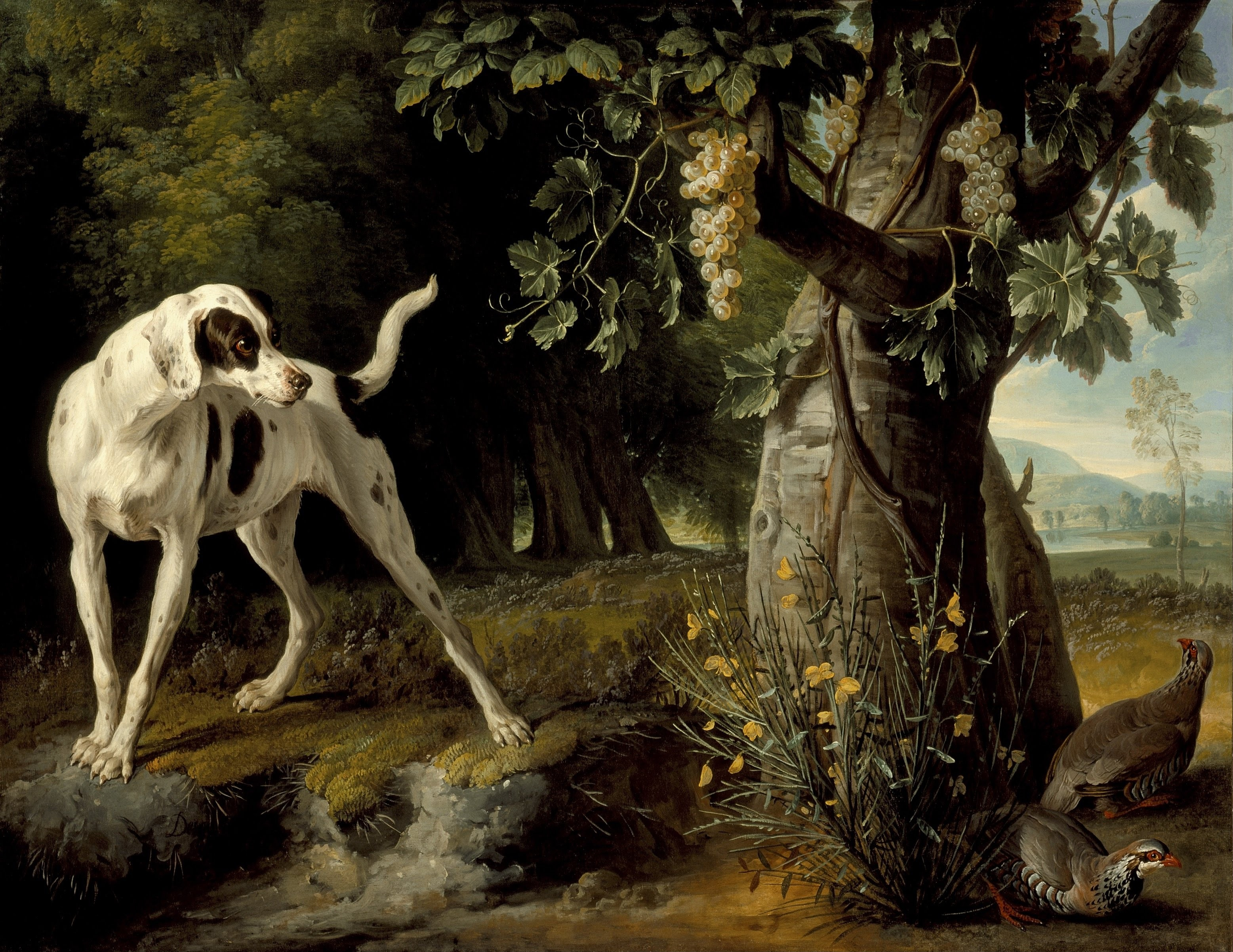
Paisatge amb gos i perdiu (1719)
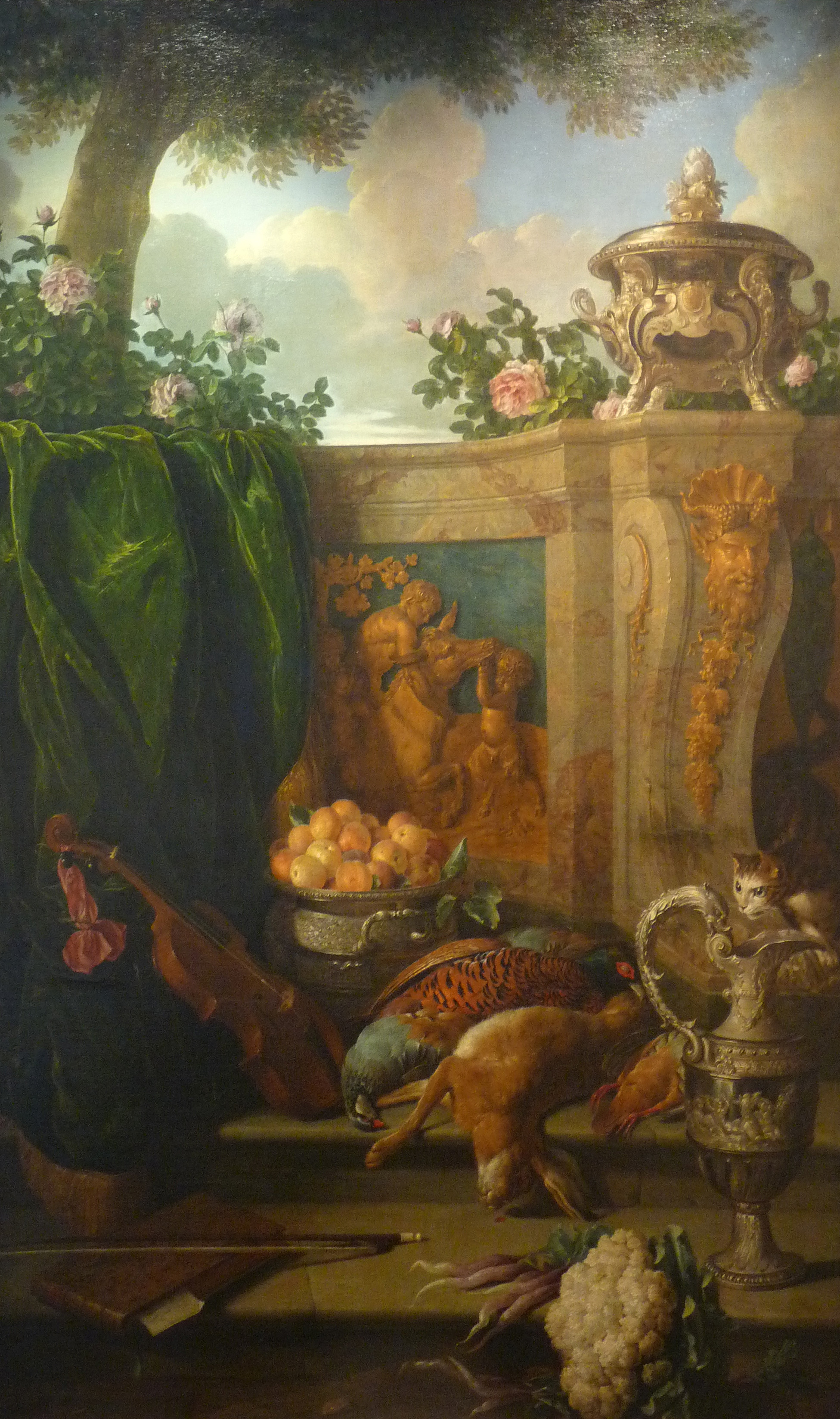
Natura morta (1733)
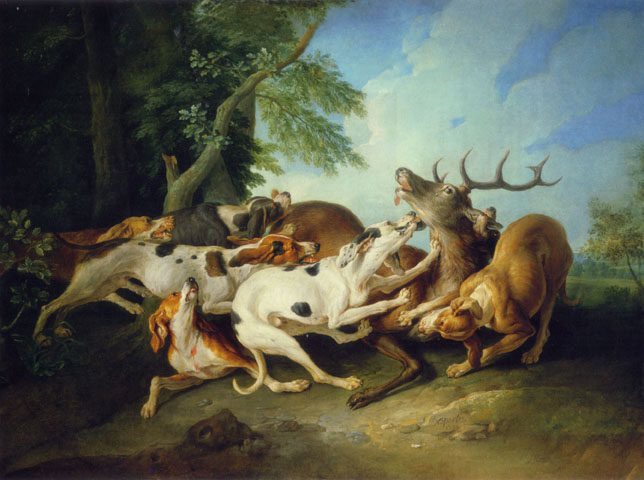
Cérvol acorralat (1729)
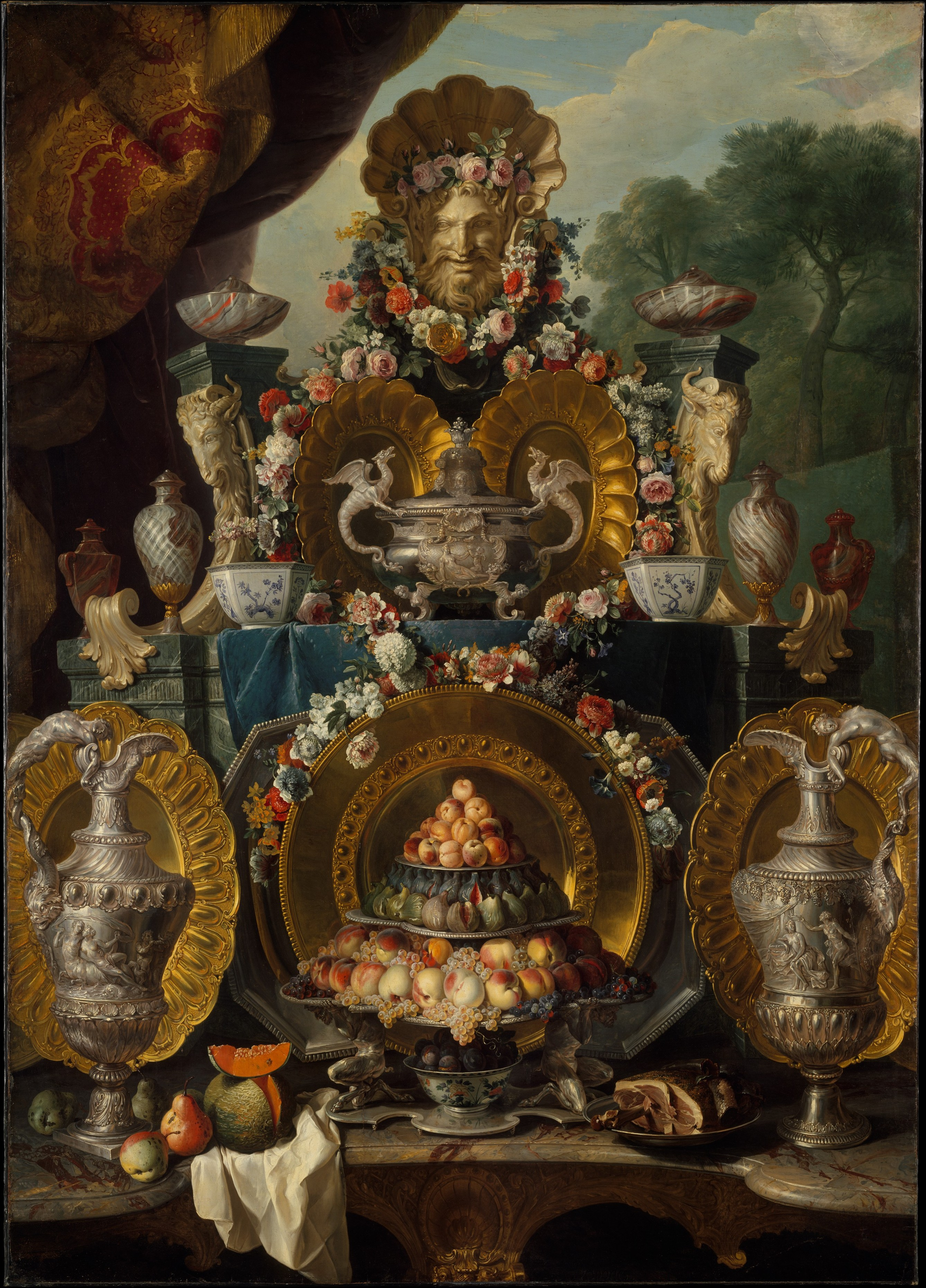
Natura morta amb argent (dècada del 1720)
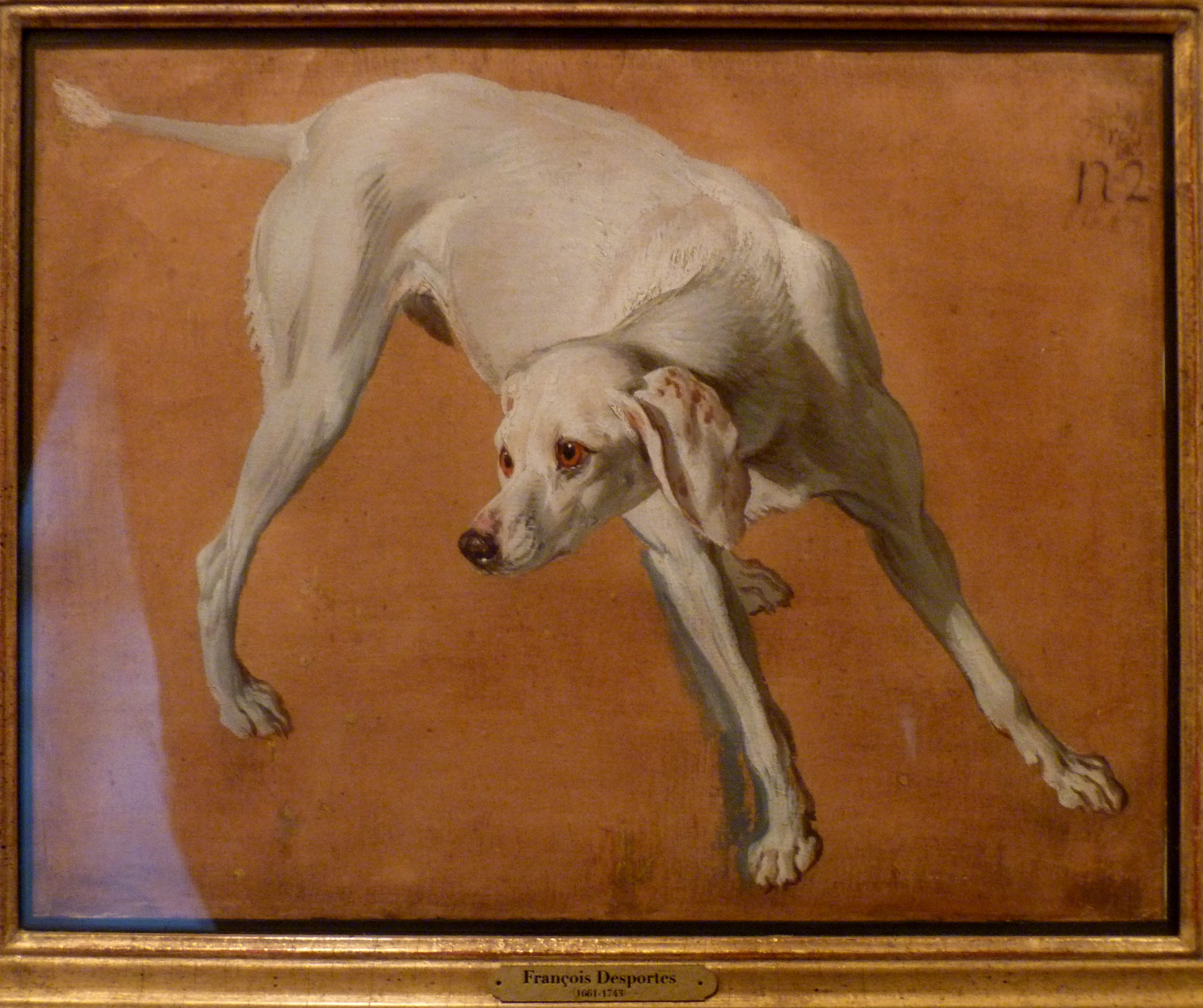
Gos blanc
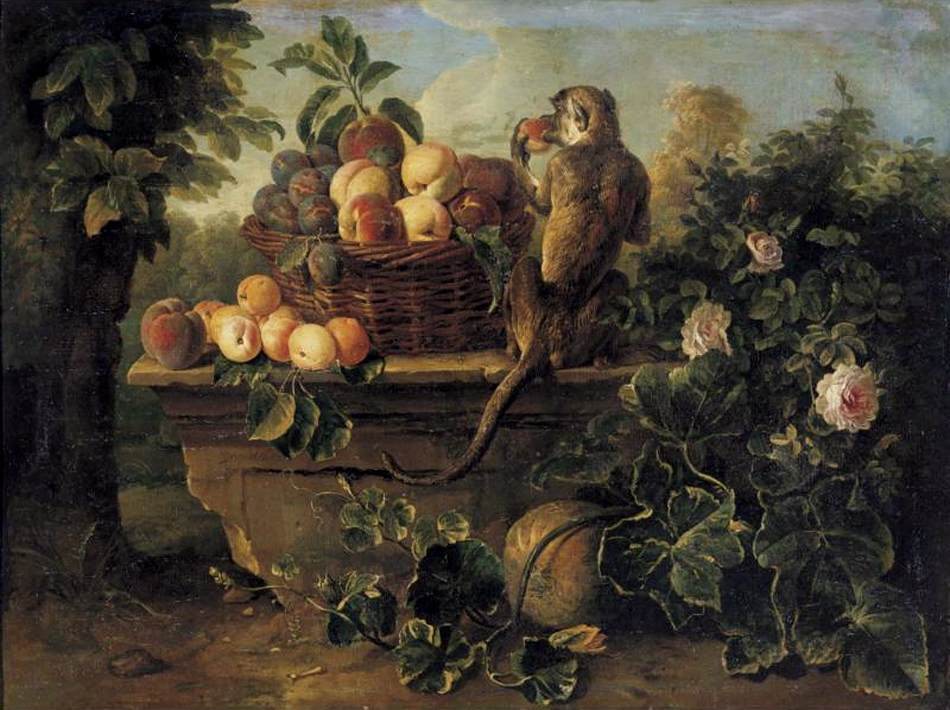
Natura morta (1725)
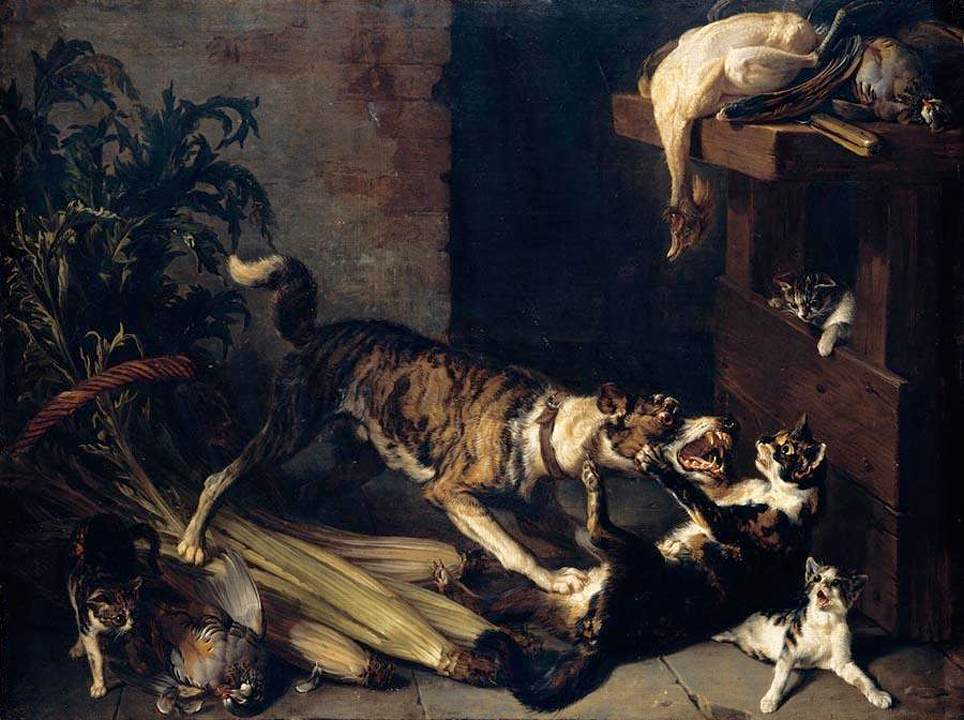
A Dog and a Cat Fighting in a Kitchen Interior (1710)
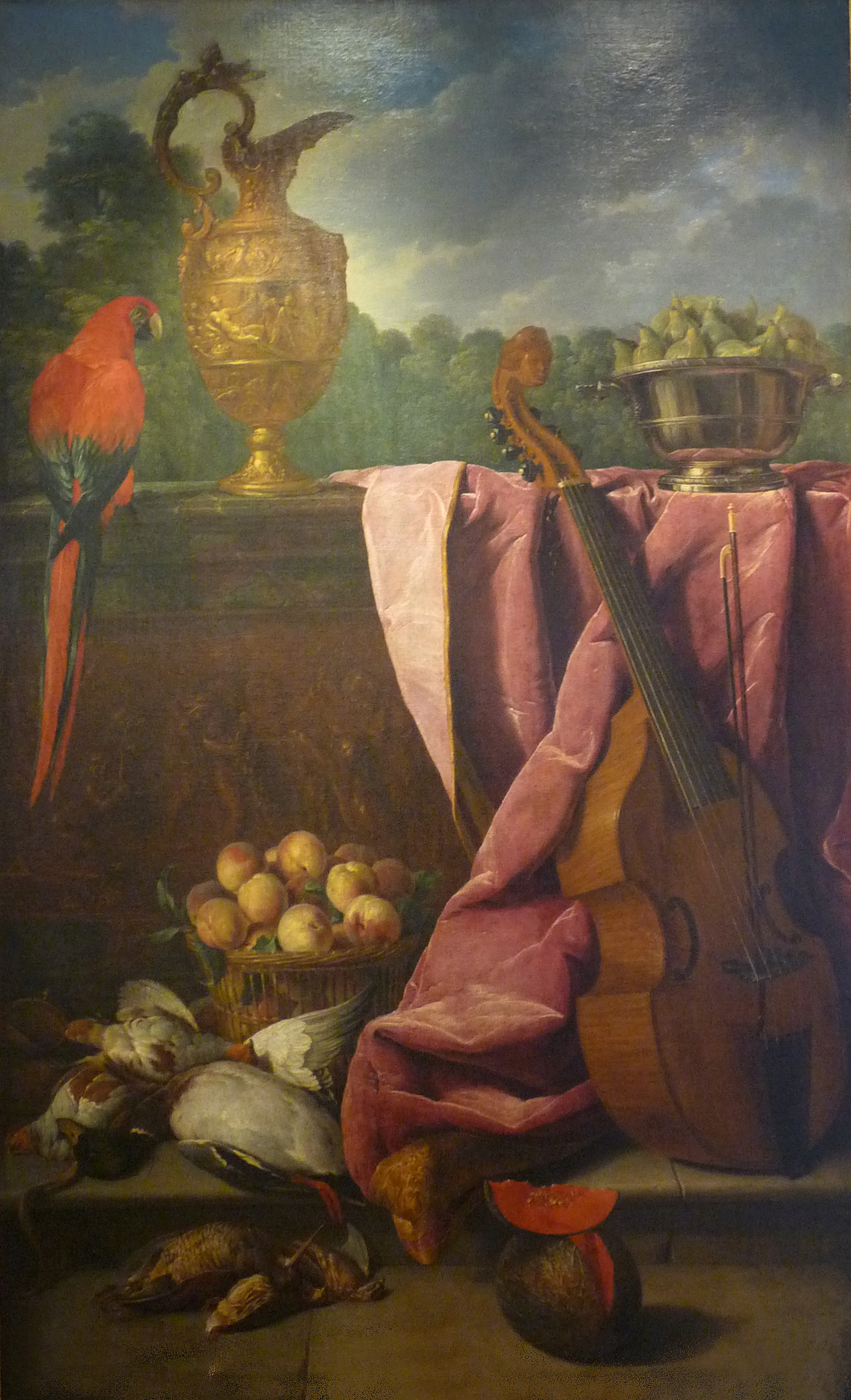
Natura morta (1733)
Breakfast Piece with Ham
Breakfast Piece with Oysters (1729)
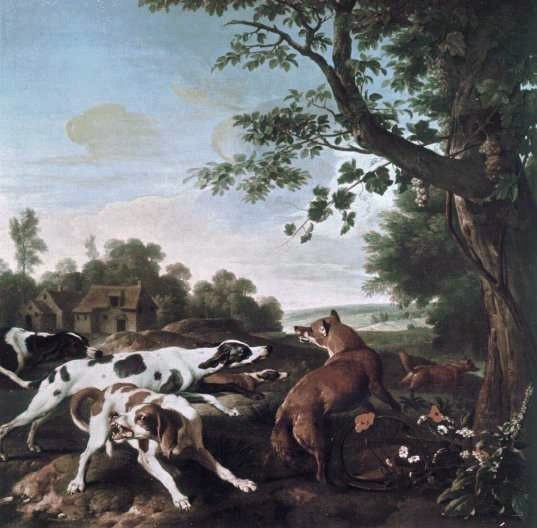
La caça de la guineu (1720)
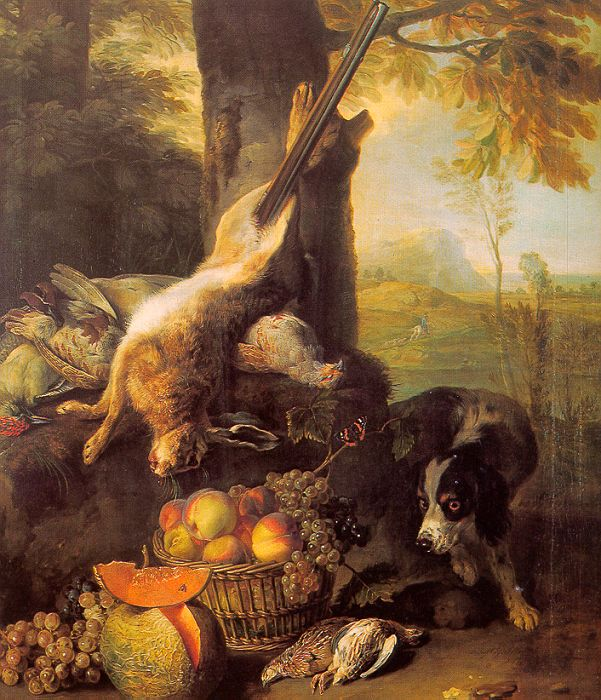
Natura morta amb fruita i llebres mortes (1711)
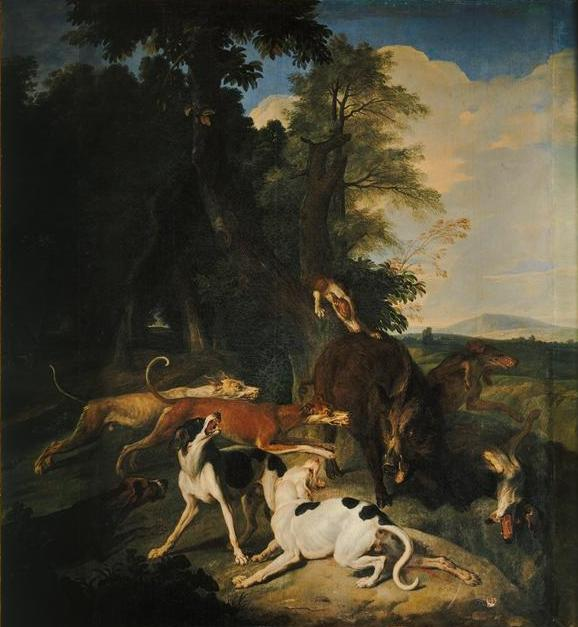
Un senglar caçat per 8 gossos (1703)
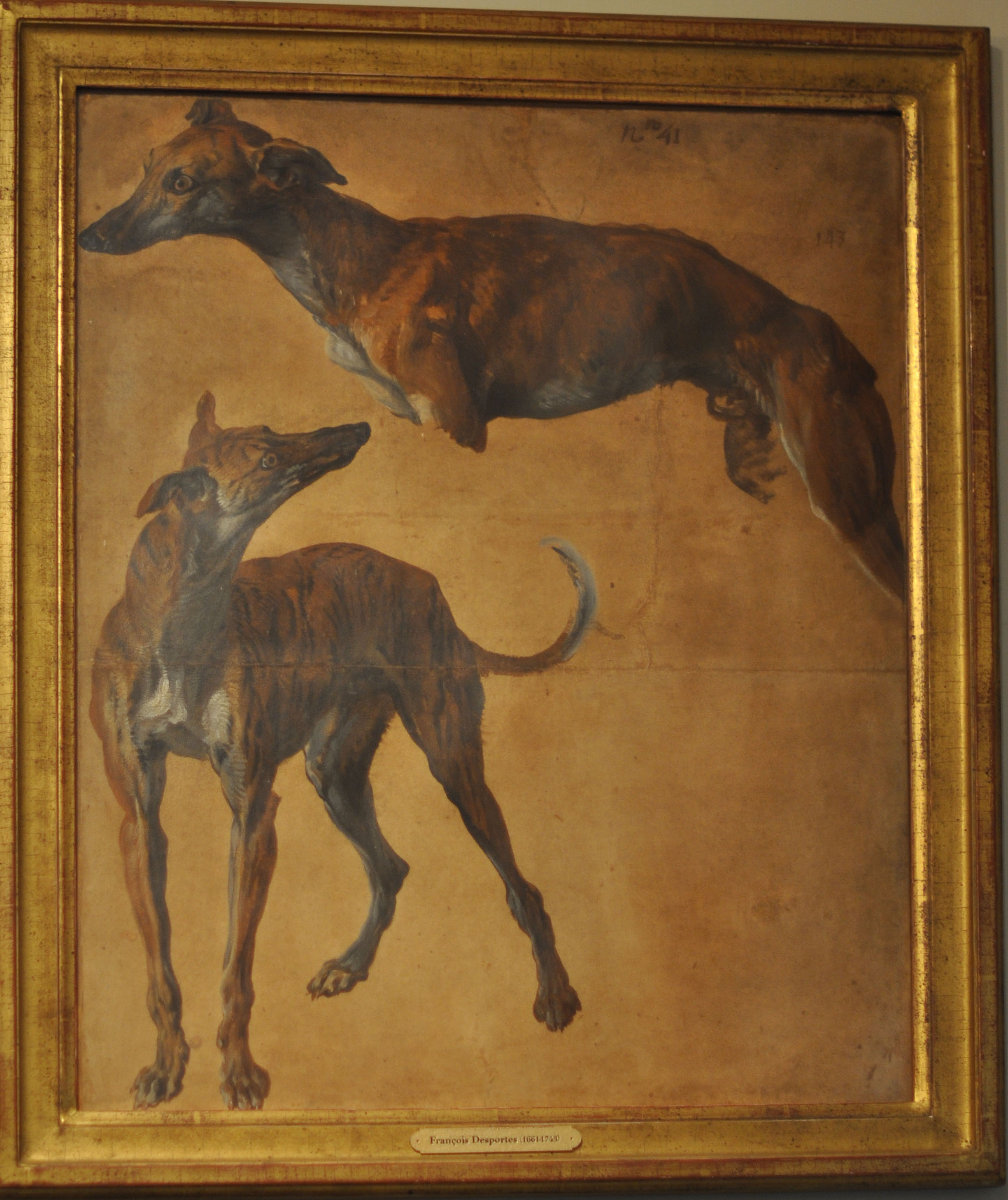
Estudi de llebrers (cap al 1700)
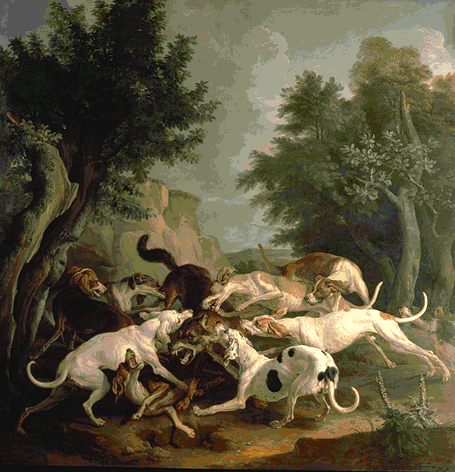
La caça del llop (entre el 1661 i el 1743)
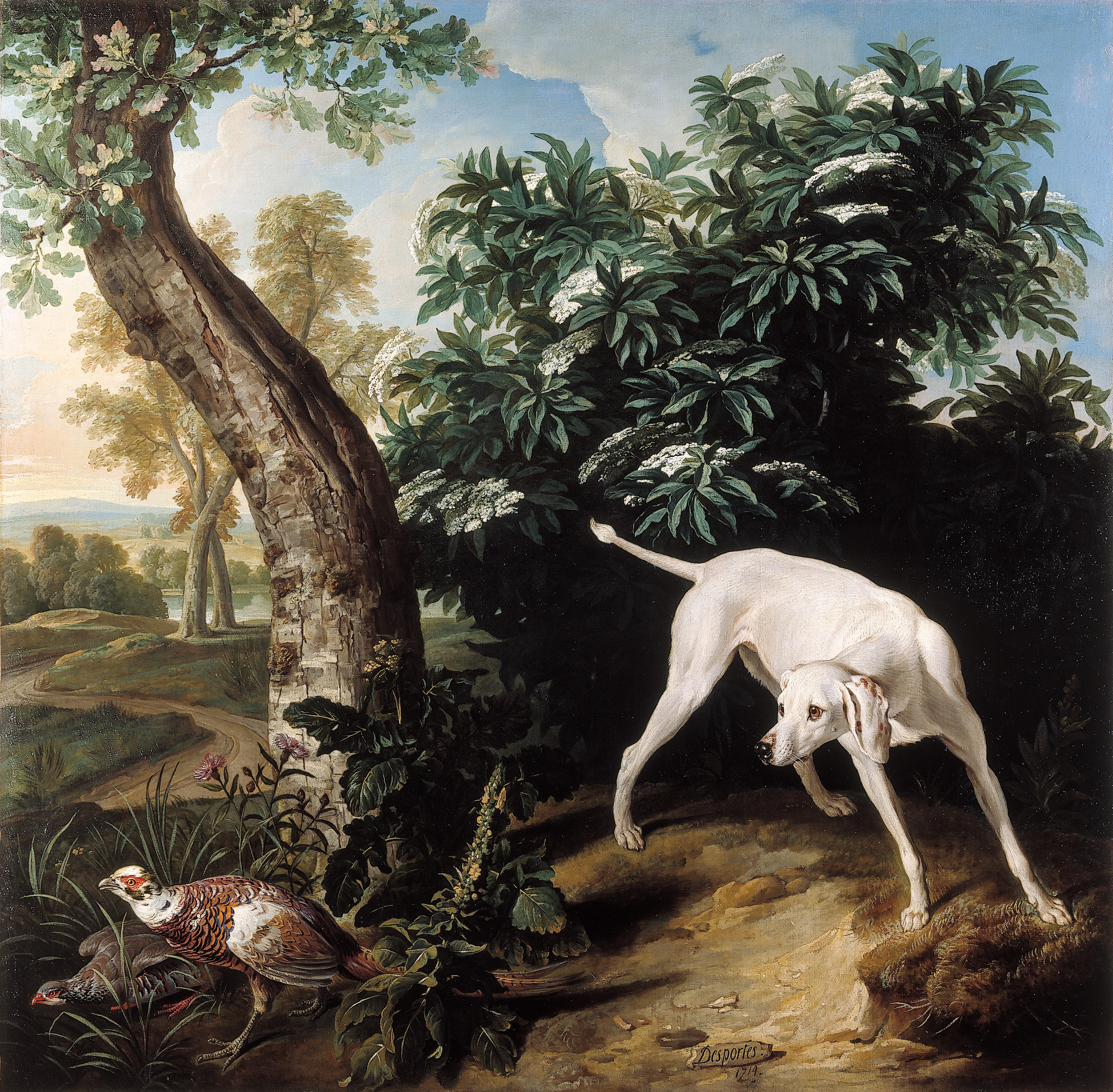
Gossa blanca davant d'un arbust de saüc (1714)
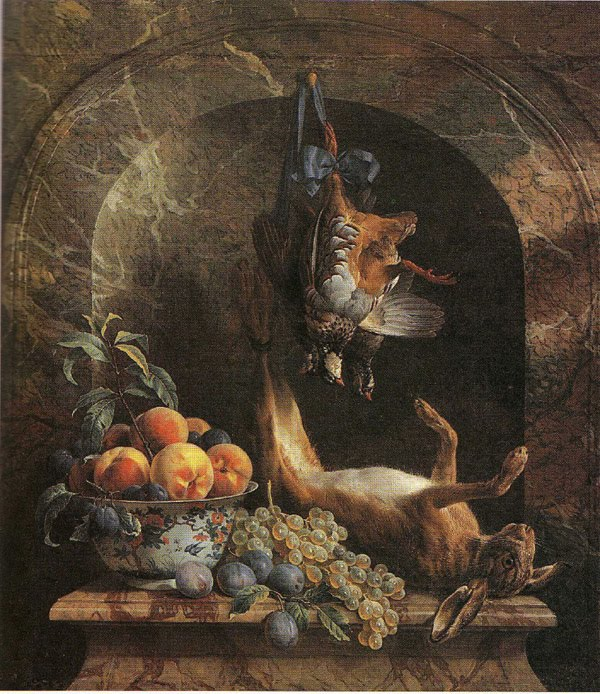
Natura morta amb fruites i caça (1706)
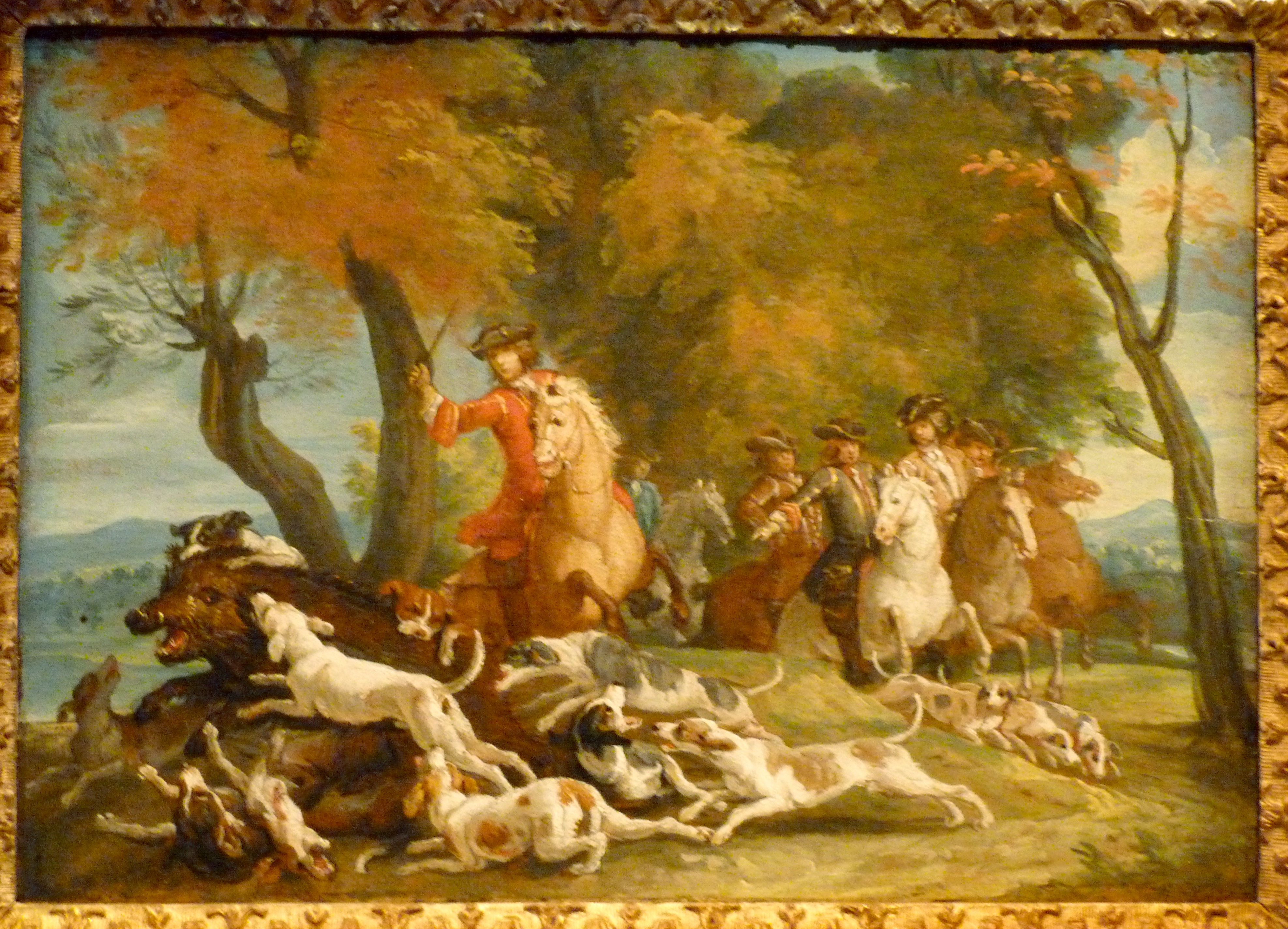
Cacera del senglar (vers 1719-1725)
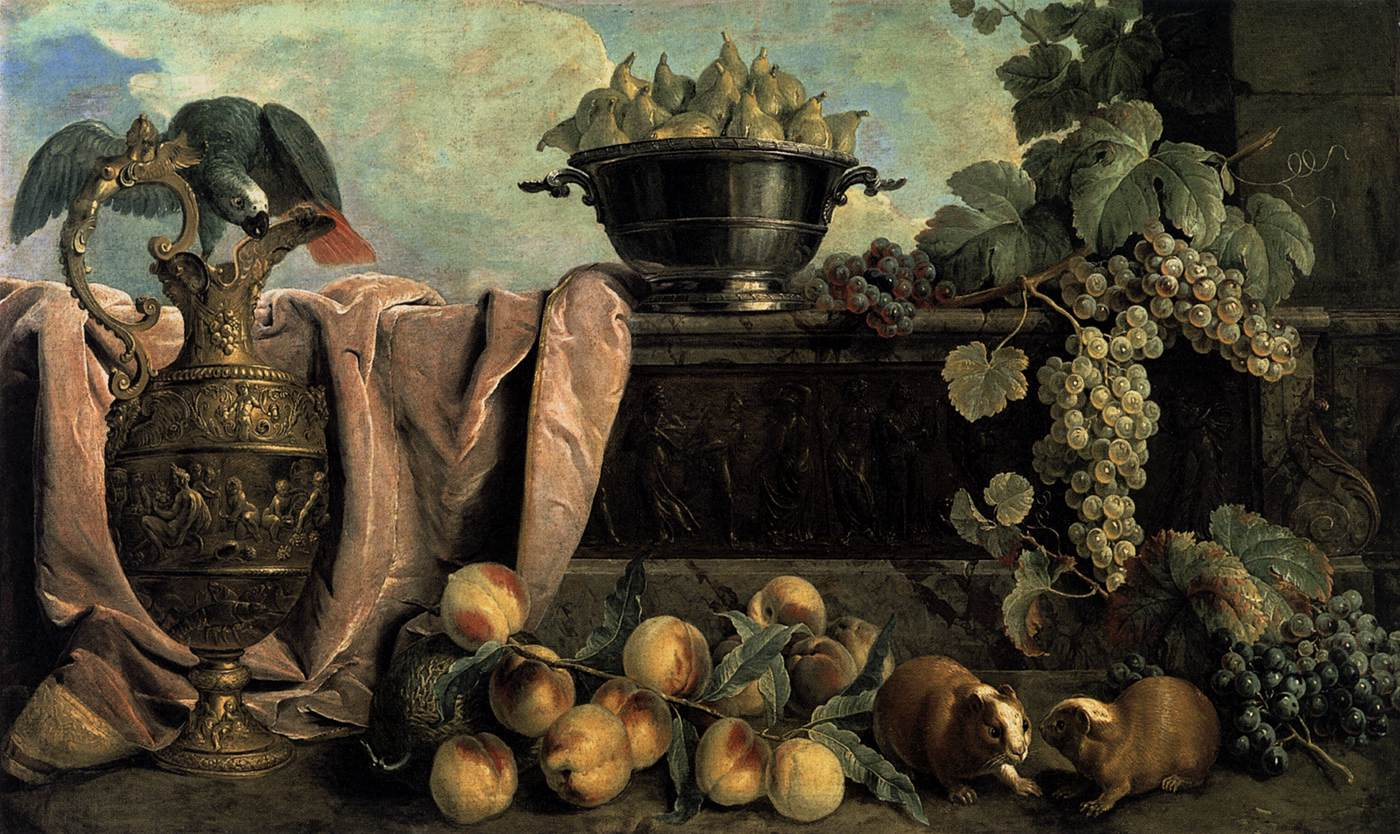
Natura morta amb una gerra (1734)
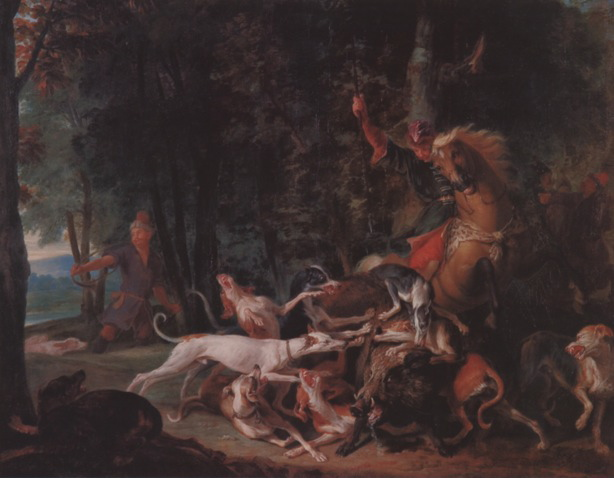
Escena de caça
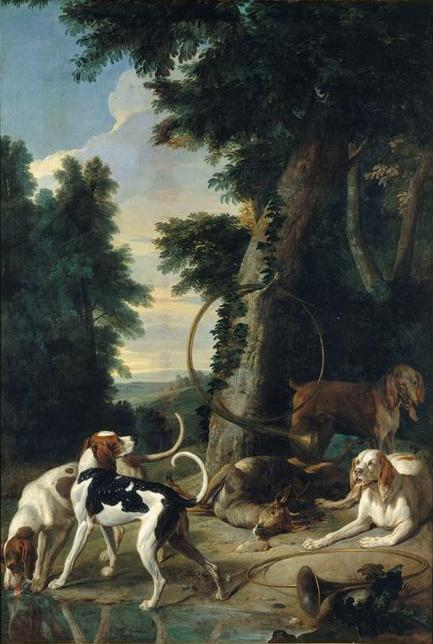
Mort d'un cérvol (1703)
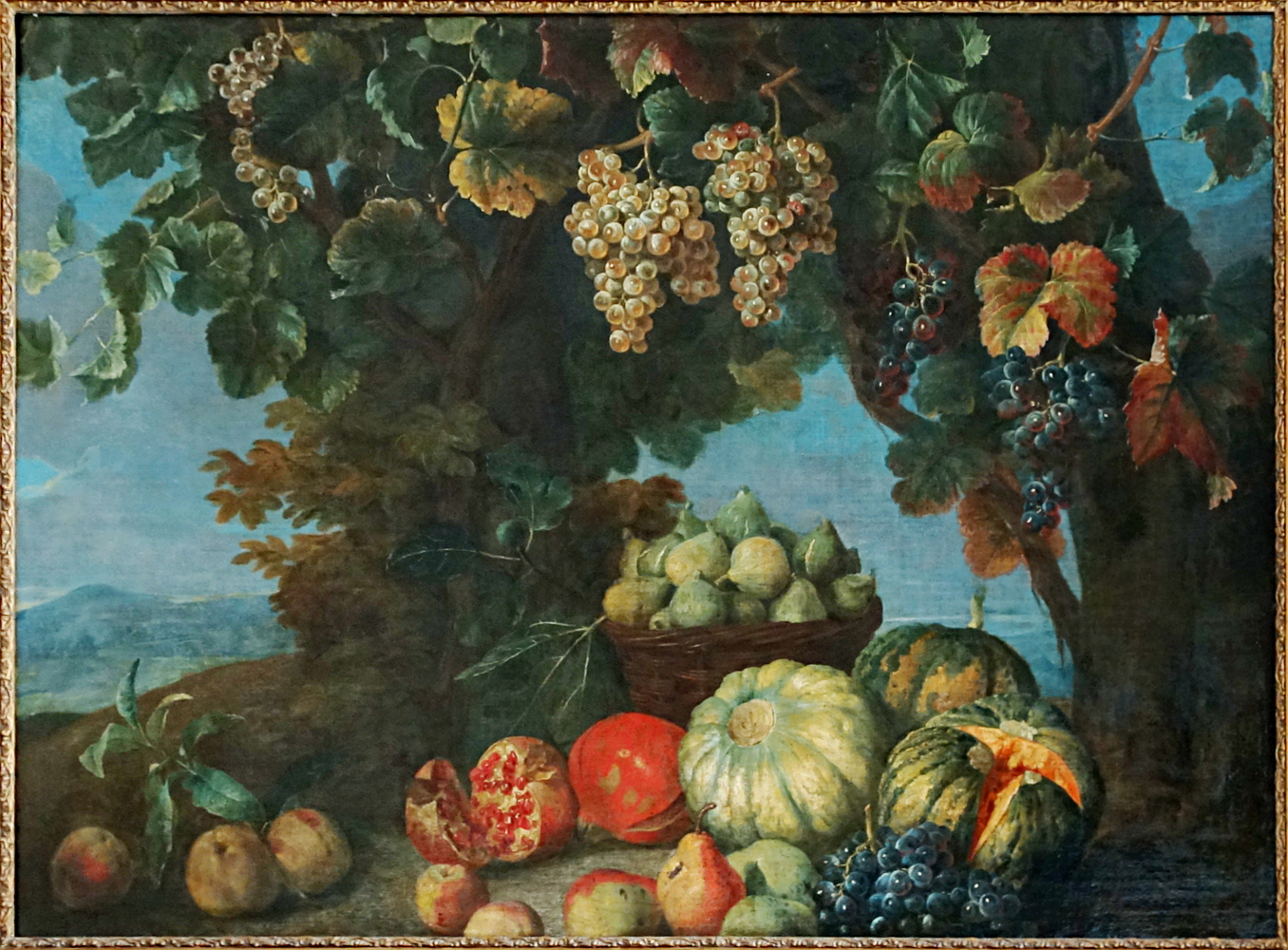
Natura morta amb fruites i raïm en un paisatge
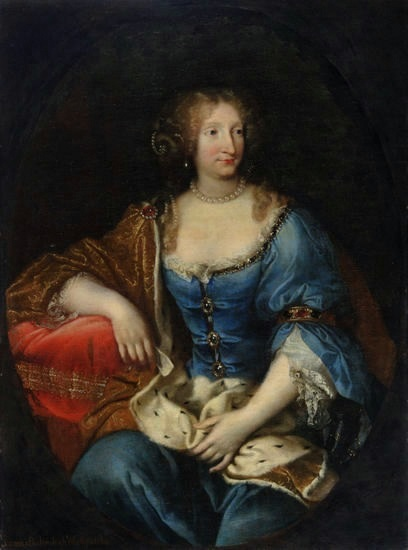
Retrat de Louise Marie de La Grange d'Arquien (dècada del 1690)
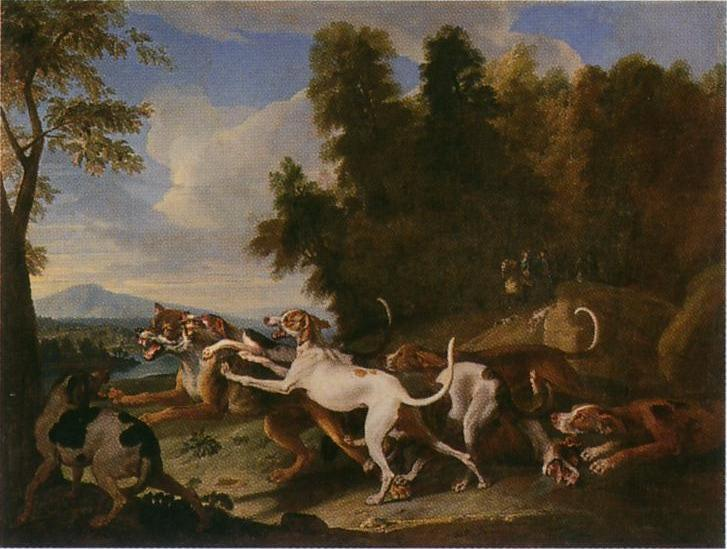
La gossada del bisbe (1703)
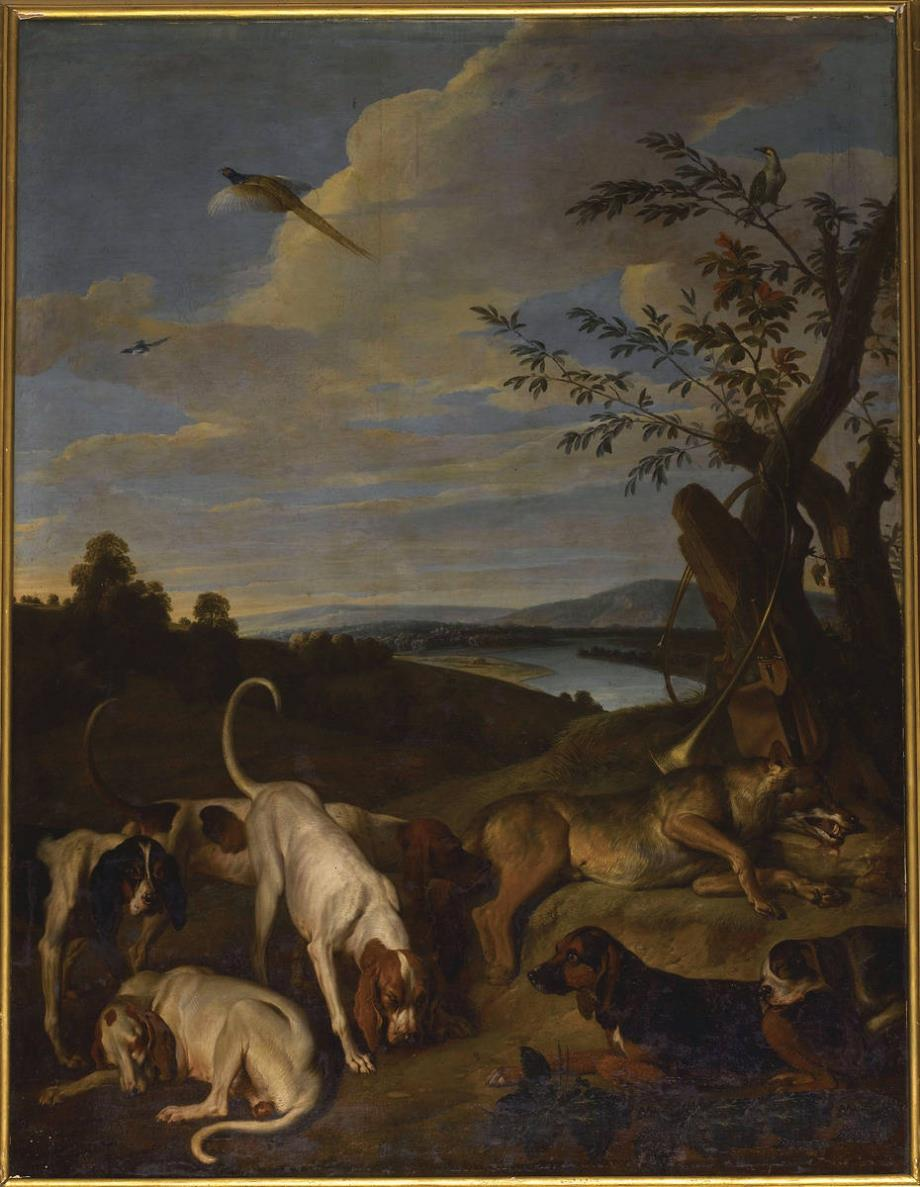
La mort del llop (1703)
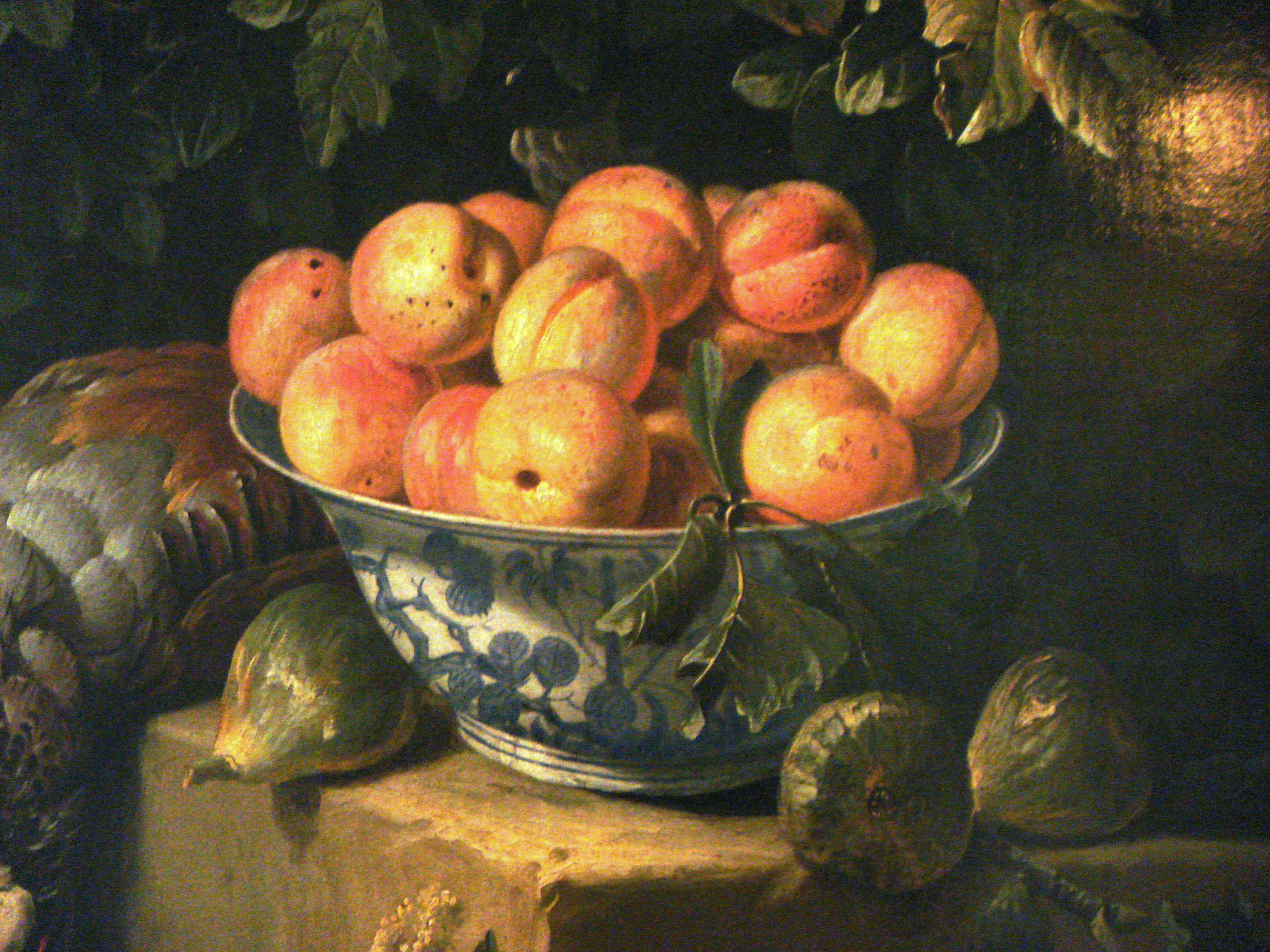
Natura morta amb caça i tassa de porcellana (entre 1700 i 1710)
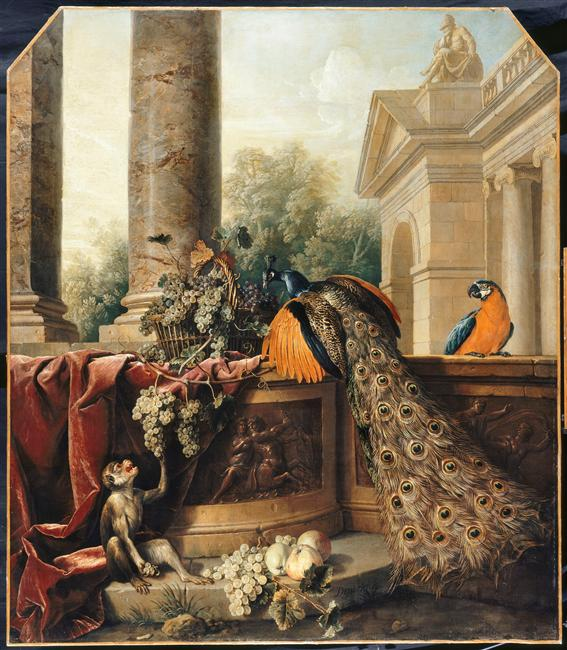
Natura morta amb paó (1714)
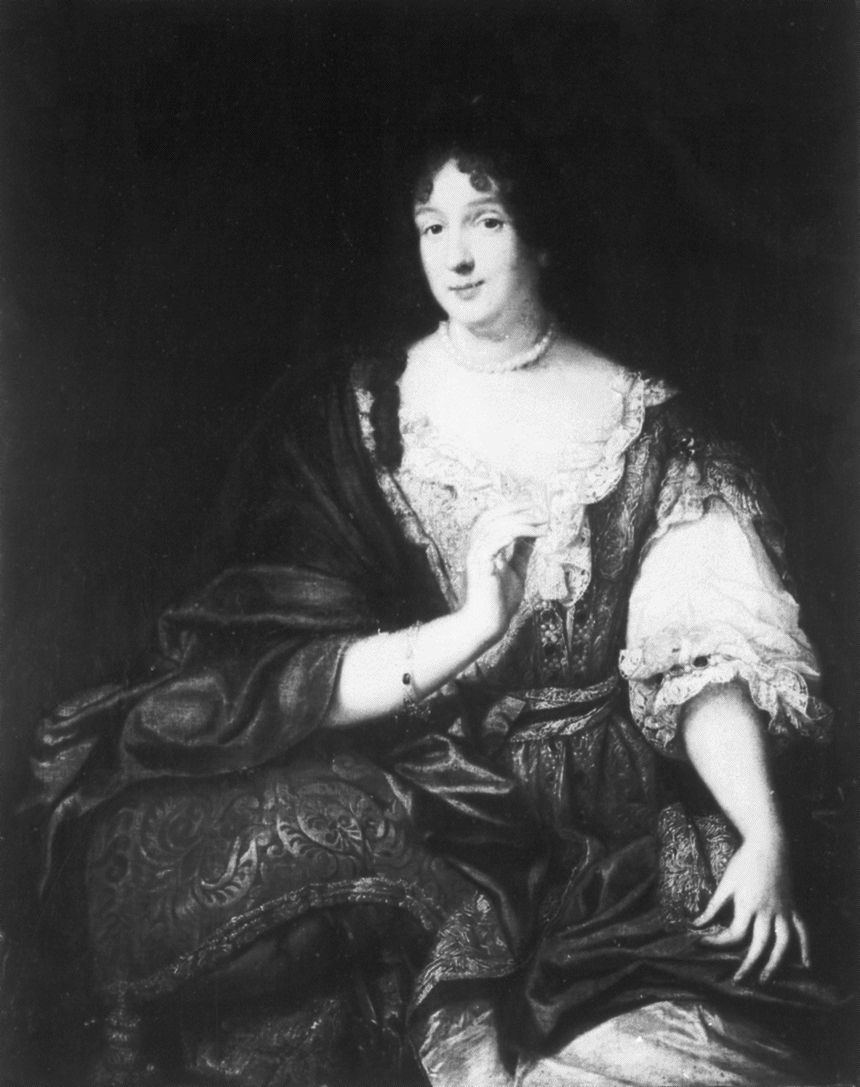
Retrat de Marie Casimire Louise de La Grange d'Arquien (cap al 1695)
Conills
Natura morta amb caça, carn i fruites (1734)
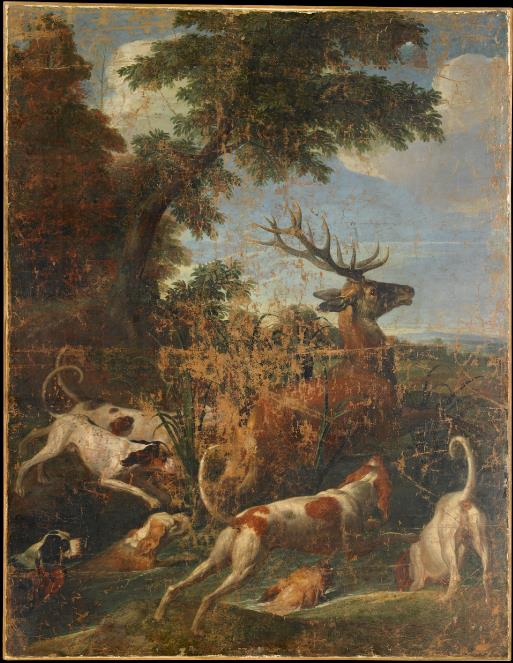
Cérvol encalçat per gossos (1703)